# Тудија
Тудија или Тудиа је најстарији асиријски краљ чије се име налази на Листи асирских краљева, а први од "седамнаест краљева који су живели у шаторима". Према Џорџу Роуксу он је живео у другој половини 25. века пре нове ере, односно негде између 2450. п. н. е. и 2400. п. н. е. По овој листи наследио је краља Адамуа.